# Estupa de la Iluminación
La Estupa de la Iluminación es una estupa budista tibetana ubicada en la localidad de Benalmádena de la provincia de Málaga, España. La actual presidenta de la Asociación Cultural Karma Kagyu es Margarita Lehnert-Kossowski.

## Descripción
Se trata de la estupa más grande de Occidente y cuenta con una altura de 33 metros que, unido a su situación en una ladera de la sierra de Mijas, ofrece una vista privilegiada a la Costa del Sol.
Inaugurada el 5 de octubre de 2003, fue el último proyecto del maestro budista Lopon Tsechu Rinpoche. El diseño de la estupa responde a una de las ocho clases de estupas tibetanas, la que simboliza la iluminación del Buda, la realización de la naturaleza de la mente. La Estupa de la Iluminación (Chan Chub Chorten en tibetano) representan paz, prosperidad y armonía, a la vez de servir como lugar de meditación y cobijo de relicarios.
Las estupas son generalmente monumentos sellados, sin embargo la estupa de la Iluminación posee dentro de la estructura un salón de meditación de 100 m² y un sótano, que suele albergar exhibiciones sobre budismo tibetano y la cultura del Himalaya. Las paredes del salón de meditación están decoradas con la historia de la vida del Buda Sakyamuni.
La estupa fue inaugurada por S.S. Kunzig Shamar Rinpoche, el segundo maestro más importante del linaje Karma Kagyu del Budismo Tibetano. También estaba presente Lömpo Sangye Ngodup, un ministro del Reino de Bután; Lama Ole Nydahl y el alcalde de Benalmádena, Enrique Bolín. 

## Lopon Tsechu Rinpoche
Lopon Tsechu Rinpoche visitó España por primera vez en 1990, donde dio enseñanzas e iniciaciones en Karma Guen, un centro budista de meditación ubicado en Vélez-Málaga, a unos 50 km de Benalmádena.
Rinpoche construyó la estupa de Karma Guen en 1994, un símbolo de paz y prosperidad para España. Rinpoche construyó 16 estupas más en Europa antes de su muerte en 2003.
Rinpoche se instaló en España en 1995 y comenzó a visitar el país frecuentemente.